# Stazione di Letojanni
La stazione di Letojanni è una stazione ferroviaria posta al km 293+419 della linea ferroviaria Messina-Siracusa.
È disposta parallelamente alla Strada statale 114 Orientale Sicula e serve l'abitato del comune omonimo.

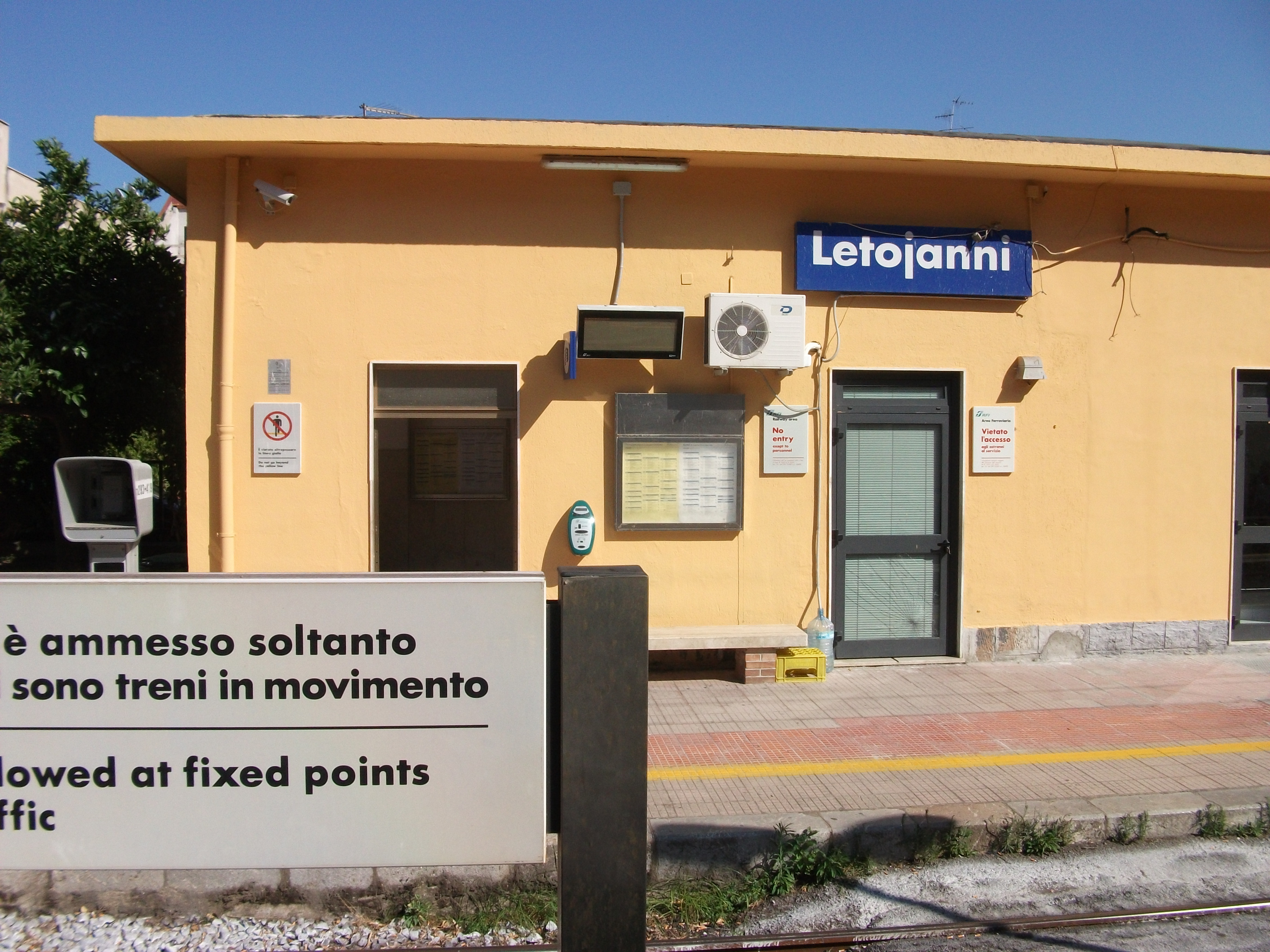
Fabbricato viaggiatori e marciapiede del binario 1

## Storia
La stazione venne aperta contestualmente all'apertura all'esercizio del tronco ferroviario Messina-Giardini della ferrovia Messina-Catania, che era parte del programma di costruzioni ferroviarie in Sicilia della Società Vittorio Emanuele. Venne inaugurata quindi il 12 dicembre 1866. La stazione venne costruita tra la strada statale 114, che costeggia l'abitato, e la stretta fila di case ed edifici del comune disposti parallelamente alla linea di costa, quasi a ridosso della spiaggia. A causa di tale disposizione si dovettero costruire ben due passaggi a livello tra la statale e il centro abitato.

## Strutture e impianti
La stazione è posta quasi a metà percorso tra Messina e Catania, sul tratto a semplice binario dell'importante collegamento ferroviario isolano, a nord della Stazione di Taormina-Giardini.
L'edificio di stazione è di tipo classico ad una elevazione con tetto a tegole con attiguo chioschetto dei servizi. Non è munita di pensiline né di sottopassaggi.
Il fascio binari comprende complessivamente tre binari di cui 2 per servizio viaggiatori. Esiste anche un binario tronco per carico e scarico posto a nord-est del fabbricato; è dotata di ponte a bilico da 30 t.
Vi fermano i treni viaggiatori regionali; un tempo poco importante dal punto di vista del traffico viaggiatori dagli inizi degli anni ottanta ha visto un progressivo aumento del traffico nel periodo balneare. Poco importante invece è sempre stato il movimento merci.

## Servizi
La stazione è dotata:
- Biglietteria
- Servizi igienici